# Ryan Johnston
Ryan Johnston (* 14. Februar 1992 in Sudbury, Ontario) ist ein ehemaliger kanadischer Eishockeyspieler, der zehn Spiele für die Canadiens de Montréal in der National Hockey League (NHL) absolvierte. Außerdem spielte er im Verlauf seiner Karriere unter anderem für die Iserlohn Roosters in der Deutschen Eishockey Liga (DEL).

## Karriere
Nach drei Jahren im Eishockeyteam der Colgate University unterzeichnete Ryan Johnston, der nie gedraftet wurde, im Sommer 2015 einen Vertrag bei den Canadiens de Montréal aus der National Hockey League (NHL). Wegen eines im September erlittenen Bandscheibenvorfalls verpasste er die erste Saisonhälfte und kam anschließend zunächst bei den St. John’s IceCaps, dem Farmteam der Canadiens in der American Hockey League (AHL), zum Einsatz. Im April 2016 feierte er sein NHL-Debüt und absolvierte drei Partien für Montréal. Auch in der folgenden Spielzeit bestritt er acht Spiele in der NHL, konnte sich aber nicht als Stammspieler durchsetzen.
Zur Saison 2017/18 wechselte er zu Luleå HF in die Svenska Hockeyligan (SHL). Gegen Saisonende wurde er an den HC Lugano ausgeliehen, mit dem er das Finale der National-League-Playoffs erreichte. Nachdem er die Spielzeit 2018/19 bei Mora IK wieder in Schweden verbracht hatte, kehrte er anschließend nach Nordamerika zurück. Er schloss zunächst einen Vertrag mit den Toronto Marlies aus der AHL ab. Noch bevor er ein einziges Spiel für Toronto absolvierte, wurde er im Oktober 2019 vom Ligarivalen San Diego Gulls verpflichtet.
Nachdem er vereinslos in die Spielzeit 2020/21 gestartet war, unterzeichnete er im Dezember einen Vertrag bei den Iserlohn Roosters aus der Deutschen Eishockey Liga (DEL). Mangels Einsatzzeiten verließ er den Club bereits vor Saisonende wieder. Die Saison 2021/22 verbrachte er bei Helsingfors IFK in der Liiga, bevor er seine Karriere im Alter von 30 Jahren beendete.

## Erfolge und Auszeichnungen
- 2011 CHL T1 Third All-Star Team
- 2012 Meister der Central Canada Hockey League (CCHL) mit den Nepean Raiders
- 2012 Verteidiger des Jahres in der CCHL
- 2012 CCHL First All-Star Team

## Karrierestatistik
(Legende zur Spielerstatistik: Sp oder GP = absolvierte Spiele; T oder G = erzielte Tore; V oder A = erzielte Assists; Pkt oder Pts = erzielte Scorerpunkte; SM oder PIM = erhaltene Strafminuten; +/− = Plus/Minus-Bilanz; PP = erzielte Überzahltore; SH = erzielte Unterzahltore; GW = erzielte Siegtore; 1 Play-downs/Relegation; Kursiv: Statistik nicht vollständig)

## Familie
Ryan Johnston hat fünf Geschwister, von denen zwei ebenfalls professionell Eishockey spielten: Seine Schwester Rebecca Johnston gewann mit der kanadischen Frauennationalmannschaft zweimal die Goldmedaille bei Olympischen Winterspielen, sein Bruder Jacob war unter anderem in der ECHL und drei Jahre lang in Europa aktiv. Zudem war sein Onkel Mike Johnston Co- und Cheftrainer in der NHL.